# (2834) Christy Carol
(2834) Christy Carol (1980 TB4; 1929 AL; 1950 LK; 1958 HG; 1964 UH; 1966 FD; 1972 TY) ist ein ungefähr elf Kilometer großer Asteroid des mittleren Hauptgürtels, der am 9. Oktober 1980 von den US-amerikanischen Astronomen Schelte John Bus und Carolyn Shoemaker am Palomar-Observatorium etwa 80 Kilometer nordöstlich von San Diego, Kalifornien (IAU-Code 675) auf der Halbinsel Krim (IAU-Code 095) entdeckt wurde.

## Benennung
(2834) Christy Carol wurde nach Christine Carol Woodard benannt, der ältesten Tochter der Entdeckerin Carolyn Shoemaker.